# CAF Champions League 2008
La CAF Champions League 2008 è stata la 42ª edizione della CAF Champions League, la massima competizione calcistica organizzata dalla CAF, riservata ai club del continente africano. La vincitrice di questa edizione l'Al-Ahly, ha partecipato alla Coppa del mondo per club FIFA 2008.
La competizione ha avuto inizio il 25 gennaio 2008 ed è terminata il 16 novembre.

## Squadre qualificate
Sei squadre tra cui la squadra detentrice, l'Étoile du Sahel, sono ammesse direttamente ai sedicesimi di finale.

Le altre entrano in gioco al turno preliminare. Sin dal turno preliminare il sorteggio disegna il tabellone. Gli accoppiamenti sono già delineati automaticamente, senza ulteriori sorteggi, sino agli ottavi di finale. Segue la fase a gironi.
| Squadra                     | Fase del torneo   |
| --------------------------- | ----------------- |
| Étoile du Sahel (detentore) | sedicesimi        |
| Club Africain               | turno preliminare |
| Al-Ahly                     | sedicesimi        |
| Al-Zamalek                  | turno preliminare |
| FAR Rabat                   | turno preliminare |
| Olympique de Khouribga      | turno preliminare |
| Mamelodi Sundowns           | turno preliminare |
| Platinum Stars F.C.         | turno preliminare |
| Enyimba                     | turno preliminare |
| Gombe United                | turno preliminare |
| Al-Merreik                  | turno preliminare |
| Al-Hilal Omdurman           | sedicesimi        |
| ES Sétif                    | turno preliminare |
| JS Kabylie                  | sedicesimi        |
| Africa Sports National      | turno preliminare |
| ASEC Mimosas                | sedicesimi        |
| Hearts of Oak               | turno preliminare |
| Asante Kotoko               | turno preliminare |
| 1° de Agosto                | turno preliminare |
| Interclube Luanda           | turno preliminare |
| Cotonsport Garoua           | turno preliminare |
| Union Douala                | turno preliminare |
| Al-Ittihad                  | sedicesimi        |
| Al-Ahly Sports Club         | turno preliminare |
| DC Motema Pembe             | turno preliminare |
| TP Mazembe                  | turno preliminare |
| ZESCO United Football Club  | turno preliminare |
| ASC SNIM                    | turno preliminare |
| SC de Bissau                | turno preliminare |
| Invincible Eleven           | turno preliminare |
| AS Kaloum Star              | turno preliminare |
| Renacimiento FC             | turno preliminare |
| Sporting Praia              | turno preliminare |
| Tonnerre d'Abomey           | turno preliminare |
| APR FC                      | turno preliminare |

## Turno preliminare
Andata: 15-16-17 febbraio

Ritorno: 1º-2 marzo
| Squadra 1                   | Totale         | Squadra 2                     | Andata | Ritorno |
| --------------------------- | -------------- | ----------------------------- | ------ | ------- |
| ASC SNIM                    | 1-7            | Entente Sportive Sétifienne   | 1-5    | 0-2     |
| SC de Bissau                | 0-4            | Olympique de Khouribga        | 0-2    | 0-2     |
| Invincible Eleven           | –              | AS Kaloum Star                | n.d.   | n.d.    |
| Renacimiento FC             | 2-4            | Inter Luanda                  | 1-2    | 1-2     |
| FAR Rabat                   | 3-3 4-5 d.c.r. | Sporting Clube da Praia       | 3-0    | 0-3     |
| Tonnerre d'Abomey FC        | 0-3            | Africa Sports National        | 0-0    | 0-3     |
| APR FC                      | 1-4            | Al-Zamalek                    | 1-2    | 0-2     |
| AS Douanes                  | 3-2            | Commune FC                    | 0-0    | 3-2     |
| Costa do Sol                | 2-1            | Ajesaia                       | 2-0    | 0-1     |
| Royal Leopards              | 0-3            | Dynamos (Zimbabwe)            | 0-1    | 0-2     |
| Sahel SC                    | 2-6            | Ashanti Gold SC               | 1-0    | 1-6     |
| DC Motema Pembe             | 2-2 1-4 d.c.r. | Gombe United F.C.             | 2-0    | 0-2     |
| Vital'O Football Club       | 0-2            | Cotonsport Garoua             | 0-1    | 0-1     |
| FC 105 Libreville           | 4-3            | Hearts of Oak                 | 3-0    | 1-3     |
| Tourbillon FC               | –              | TP Mazembe                    | n.d.   | n.d.    |
| Stade Malien                | 1-2            | Primeiro de Agosto            | 1-2    | 0-0     |
| ASC Saloum                  | 1-3            | Club Africain                 | 1-2    | 0-1     |
| ASKO Kara                   | 4-1            | Union Douala                  | 3-1    | 1-0     |
| Simba SC                    | 4-1            | Awassa City FC                | 3-0    | 1-1     |
| Enyimba FC                  | 7-3            | Diables Noirs                 | 4-1    | 3-2     |
| Tusker FC                   | –              | Al-Tahrir                     | n.d.   | n.d.    |
| US Stade Tamponnaise        | 4-1            | Saint-Michel United           | 3-1    | 1-0     |
| Platinum Stars F.C.         | 4-1            | Lesotho Correctional Services | 4-0    | 0-1     |
| Curepipe Starlight          | 2-1            | Coin Nord                     | 2-0    | 0-1     |
| Miembeni SC                 | 0-5            | Mamelodi Sundowns             | 0-1    | 0-4     |
| Uganda Revenue Authority SC | 0-2            | ZESCO United Football Club    | 0-2    | 0-0     |

Qualificate automaticamente al primo turno: ASEC Mimosas, Étoile du Sahel, JS Kabylie, Al-Ittihad, Al-Ahly, Al-Hilal.

## Sedicesimi di finale
Andata: 21-23 marzo

Ritorno: 4-6 aprile.
| Squadra 1               | Totale         | Squadra 2                   | Andata | Ritorno |
| ----------------------- | -------------- | --------------------------- | ------ | ------- |
| Olympique de Khouribga  | 2-2 3-0 d.c.r. | Entente Sportive Sétifienne | 2-0    | 0-2     |
| ASEC Mimosas            | 2-1            | AS Kaloum Star              | 1-1    | 1-0     |
| Sporting Clube da Praia | 2-2 gfc        | Inter Luanda                | 2-1    | 0-1     |
| Al-Zamalek              | 2-2 5-4 d.c.r. | Africa Sports National      | 2-0    | 0-2     |
| Étoile du Sahel         | 5-3            | AS Douanes                  | 5-0    | 0-3     |
| Dynamos (Zimbabwe)      | 4-2            | Costa do Sol                | 3-0    | 1-2     |
| JS Kabylie              | 3-0            | Ashanti Gold SC             | 3-0    | 0-0     |
| Cotonsport Garoua       | 6-2            | Gombe United F.C.           | 5-0    | 1-2     |
| TP Mazembe              | 2-1            | FC 105 Libreville           | 1-1    | 1-0     |
| Al-Ittihad              | 2-2 gfc        | 1º de Agosto                | 1-0    | 1-2     |
| ASKO Kara               | 2-4            | Club Africain               | 2-0    | 0-4     |
| Enyimba FC              | 7-1            | Simba SC                    | 4-0    | 3-1     |
| Al-Ahly                 | –              | Al-Tahrir                   | n.d.   | n.d.    |
| Platinum Stars F.C.     | 3-1            | US Stade Tamponnaise        | 2-0    | 1-1     |
| Mamelodi Sundowns       | 4-0            | Curepipe Starlight          | 3-0    | 1-0     |
| Al-Hilal                | 3-1            | ZESCO United Football Club  | 2-0    | 1-1     |

## Ottavi di finale
Andata: 25-27 aprile

Ritorno: 9-11 maggio.
| Squadra 1           | Totale | Squadra 2              | Andata | Ritorno |
| ------------------- | ------ | ---------------------- | ------ | ------- |
| ASEC Mimosas        | 1-1    | Olympique de Khouribga | 0–0    | 1-1     |
| Al-Zamalek          | 4-2    | Inter Luanda           | 3–0    | 1-2     |
| Dynamos (Zimbabwe)  | 2-0    | Étoile du Sahel        | 1–0    | 1-0     |
| Cotonsport Garoua   | 4-2    | JS Kabylie             | 3–0    | 1-2     |
| Al-Ittihad          | 2-3    | TP Mazembe             | 2–1    | 0-2     |
| Enyimba FC          | 6-3    | Club Africain          | 5–1    | 1-2     |
| Platinum Stars F.C. | 2-3    | Al-Ahly                | 2–1    | 0-2     |
| Al-Hilal            | 4-3    | Mamelodi Sundowns      | 4–2    | 0-1     |

## Fase a gironi
Dal 18 luglio al 21 settembre.

### Gruppo A
| Squadra      | Pt | G | V | N | P | RF | RS | DR |
| ------------ | -- | - | - | - | - | -- | -- | -- |
| Al-Ahly      | 12 | 6 | 3 | 3 | 0 | 9  | 6  | +3 |
| Dynamos      | 6  | 6 | 3 | 0 | 3 | 6  | 6  | 0  |
| ASEC Mimosas | 6  | 6 | 1 | 3 | 2 | 7  | 6  | +1 |
| Al-Zamalek   | 5  | 6 | 1 | 2 | 3 | 4  | 8  | -4 |

### Gruppo B
| Squadra           | Pt | G | V | N | P | RF | RS | DR |
| ----------------- | -- | - | - | - | - | -- | -- | -- |
| Cotonsport Garoua | 10 | 6 | 3 | 1 | 2 | 6  | 5  | +1 |
| Enyimba           | 9  | 6 | 3 | 0 | 3 | 10 | 10 | 0  |
| TP Mazembe        | 8  | 6 | 2 | 2 | 2 | 7  | 5  | +2 |
| Al-Hilal          | 6  | 6 | 1 | 3 | 2 | 7  | 10 | -3 |

## Semifinali
Andata giocata il 5 ottobre, ritorno il 17 ed il 19 ottobre.
| Squadra 1 | Totale | Squadra 2         | Andata | Ritorno |
| --------- | ------ | ----------------- | ------ | ------- |
| Enyimba   | 0-1    | Al-Ahly           | 0-0    | 0-1     |
| Dynamos   | 0-5    | Cotonsport Garoua | 0-1    | 0-4     |

## Finale
Andata il 2 novembre, ritorno il 16 novembre.
| Squadra 1 | Totale | Squadra 2         | Andata | Ritorno |
| --------- | ------ | ----------------- | ------ | ------- |
| Al-Ahly   | 4-2    | Cotonsport Garoua | 2-0    | 2-2     |

## Campione
| CAF Champions League 2008: Al-Ahly Sesto titolo |